# Michel Ringeval (rugby à XV)
Cet article concerne le joueur et entraîneur de rugby à XV. Pour l'homme d'affaires, voir Michel Ringeval.
Pas d'image ? Cliquez ici

a Compétitions nationales et continentales officielles uniquement.

Michel Ringeval, surnommé migraine, né le 18 février 1943 à Lourdes, est un joueur et entraîneur de rugby à XV évoluant principalement au poste de demi de mêlée mais pouvant jouer également comme ailier ou centre.
Il est conseiller sportif au SO Chambéry club de Nationale depuis la saison 2020-2021.

## Biographie
Il joue demi de mêlée au FC Lourdes où son club remporte le Challenge Yves du Manoir en 1966 et à l'AS Montferrand, mais blessé, ne participe pas à l'épopée du club jusqu'à la finale du championnat en 1970.
À la fin de sa carrière de joueur, il devient entraîneur et officie notamment avec l'AS Montferrand et son « monstre à seize pattes » où il atteint une finale du championnat de France en 1978.
Il rejoint ensuite le RC Vichy, puis l'US Bressane.

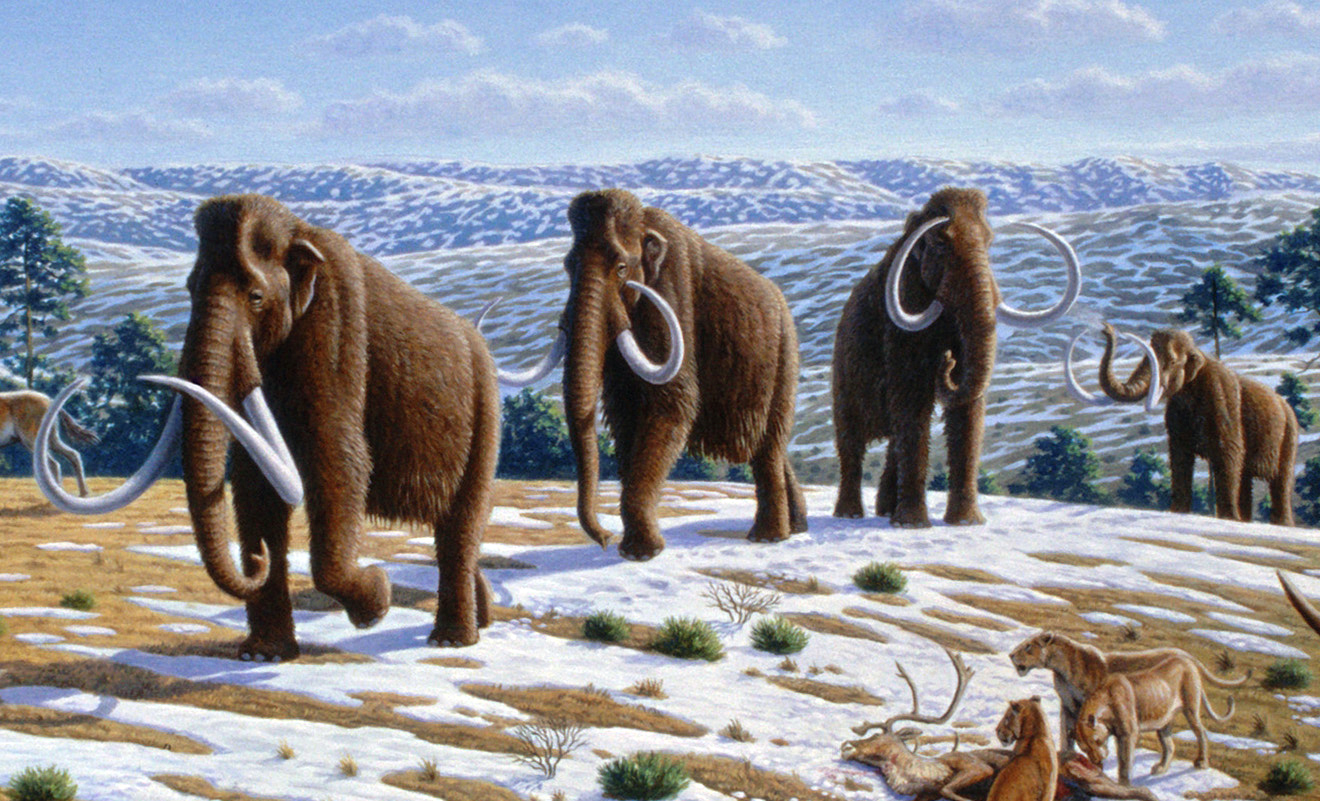
Les Mammouths de Grenoble
étaient d’après Olivier Merle l’un des plus gros paquets d’avants du monde.

Il entraîne par la suite le FC Grenoble sous l'ère des Mammouths de Grenoble avec notamment Jacques Fouroux avec qui il atteint deux demi-finales en 1992 et 1994, et est privé du titre de champion de France en 1993, défait 14 à 11 par le Castres olympique dans des conditions rocambolesques.
Le 19 juin 1993, il est invité pour entraîner le XV du Président face aux Barbarians français pour le Centenaire du rugby à Grenoble.
Après avoir quitté Grenoble en 1995, il y revient en 1999, où Grenoble dispute une autre demi-finale du championnat, en s'appuyant sur un gros pack de « bulldozers » son équipe s'incline à 4 minutes de la fin du match contre l'AS Montferrand.
Michel Ringeval est aussi l'entraîneur principal du Stade olympique de Chambéry de 2008 à 2020.

## Carrière

### Carrière de joueur
- -1966 : FC Lourdes
- 1966-1971 : AS Montferrand

### Carrière d'entraîneur
- 1971-1987 : AS Montferrand
- 1987-1988 : RC Vichy[16]
- 1988-1989 : US Bressane
- 1989-1995 puis 1998-2001 : FC Grenoble[17]
- 2002-2003 : RC Cannes Mandelieu
- 2004-2005 : FCS Rumilly
- 2005-2007 : Rugby Roma Olimpic[18]
- 2007-2008 : Amatori Catane
- 2008-2020 : SO Chambéry[19]

## Palmarès

### En tant que joueur
- Champion de France Reichel en 1960 (FC Lourdes)[20]
- Vainqueur du Challenge Yves du Manoir en 1966 (FC Lourdes)
- Vice-champion de France en 1970 (AS Montferrand)

### En tant qu'entraîneur
- Vice-champion de France en 1978 (AS Montferrand) et 1993[21] (FC Grenoble)
- Demi-finaliste du Championnat de France en 1992, 1994 et 1999 (FC Grenoble)
- Vainqueur du Challenge Yves du Manoir en 1976 et 1986 (AS Montferrand)
- Finaliste du Challenge Yves du Manoir en 1972, 1979 et 1985 (AS Montferrand) et 1990 (FC Grenoble)
- Vainqueur du Trophée Jean Prat en 2016 (SO Chambery)
- Champion de France de Fédérale 2 en 2013 (SO Chambery)

#### Distinction
- Oscar Midi olympique de Bronze en 1999 (FC Grenoble)